# Čojlug
Čojlug – wieś w Chorwacji, w żupanii virowiticko-podrawskiej, w gminie Mikleuš. W 2011 roku liczyła 15 mieszkańców.